# Luís Galego
Luís Galego (ur. 25 kwietnia 1966) – portugalski szachista, arcymistrz od 2002 roku.

## Kariera szachowa
Jest drugim w historii Portugalczykiem (po António Antunesie), który otrzymał tytuł arcymistrza. Od końca lat 80. należy do ścisłej czołówki portugalskich szachistów. Pomiędzy 1990 a 2010 rokiem wziął udział w 11 kolejnych szachowych olimpiadach (w tym pięciokrotnie na I szachownicy). Trzykrotnie wystąpił również w narodowym zespole na drużynowych mistrzostwach Europy (w latach 1989, 1992 i 2001).
Jest wielokrotnym medalistą mistrzostw Portugalii, w tym czterokrotnie złotym (1994, 2002, 2004, 2005), trzykrotnie srebrnym (1993, 1997, 1998) oraz brązowym (1990).
Po raz pierwszy na arenie międzynarodowej pojawił się w roku 1981, dzieląc w Embalse IX miejsce na mistrzostwach świata juniorów do lat 16. Od połowy lat 90. zaczął odnosić sukcesy w turniejach międzynarodowych. W 1994 zajął w Lizbonie II lokatę (za Antóniem Antunesem) w turnieju Portuguese Masters oraz triumfował w Matanzas w turnieju B memoriału Jose Raula Capablanki. W 1995 podzielił I miejsce w otwartym turnieju w Orense oraz zwyciężył w kołowym turnieju w Lizbonie. W następnym roku podzielił II lokatę (za Borisem Gulko, a wraz z m.in. Anthony Milesem i Olegiem Romaniszynem) w silnie obsadzonym openie w Las Palmas. W 1998 triumfował w Porto oraz w turnieju Portuguese Masters, w którym zwyciężył również w latach 1999 i 2000. W 2001 zajął I miejsce w Brasilii, a także w memoriale Vince Totha w Rio de Janeiro oraz w turnieju rozegranym w Albacete. W 2002 był II (za Aleksandrem Grafem) w Skopje oraz triumfował w São Paulo (wraz z Olegiem Korniejewem i Wiktorem Michalewskim) oraz w Bobadeli. W 2003 zwyciężył w Estoril, w 2005 podzielił I miejsce (wraz z m.in. Pią Cramling) w Maladze, w 2006 podzielił II miejsca w otwartych turniejach w Andorze (za Igorem Chenkinem) oraz w Liverpoolu (mistrzostwa Unii Europejskiej, za Nigelem Shortem), natomiast w 2009 r. zajął III m. (za Érikiem Prié i Glennem Flearem) w San Sebastián (turniej C).
Najwyższy ranking w dotychczasowej karierze osiągnął 1 kwietnia 2006 r., z wynikiem 2543 punktów zajmował wówczas 1. miejsce wśród portugalskich szachistów.